# Pine (Contea di Armstrong, Pennsylvania)
Pine  è una township degli Stati Uniti d'America, nella contea di Armstrong nello Stato della Pennsylvania. Secondo il censimento del 2000 la popolazione è di 499 abitanti.

## Società

### Evoluzione demografica
La composizione etnica vede una quasi esclusività della razza bianca (99,60%), dati del 2000.
| township di Pine Popolazione |     |
| 2000                         | 499 |
| Stima al 2009                | 454 |